# Ненароков, Александр Васильевич
Александр Васильевич Ненароков (1870 — после 1917) — председатель Покровской уездной земской управы, член Государственного совета по выборам.

## Биография
Православный. Из потомственных дворян. Землевладелец Владимирской губернии (родовые 226 десятин), домовладелец города Покрова (приобретенный дом).
Высшее образование получил в Демидовском юридическом лицее. В 1895 году начал службу во Владимирском окружном суде.
В 1896 году был переведен в Министерство внутренних дел с назначением земским начальником 2-го участка Вязниковского уезда, затем был земским начальником 1-го участка Покровского уезда. В 1900 году был избран председателем Покровской уездной земской управы, в каковой должности состоял до 1915 года. Кроме того, был почетным мировым судьей и членом попечительного совета Покровской женской гимназии (с 1911). Дослужился до чина статского советника (1913). Из наград имел ордена Св. Анны 3-й степени (1902), Св. Станислава 2-й степени (1906) и Св. Владимира 4-й степени (1911).
21 августа 1912 года избран членом Государственного совета от Владимирского губернского земства на место умершего С. С. Стромилова (в 1915 году — переизбран). Входил в группу правого центра, с 1915 года — в группу центра. Был членом Сельскохозяйственного совещания (1916). В 1916 году был уполномоченным владимирского дворянства на 12-м съезде Объединенного дворянства.
Судьба после 1917 года неизвестна. Был женат, имел двоих детей.